# (4393) Dawe
(4393) Dawe es un asteroide que forma parte del cinturón exterior de asteroides y fue descubierto el 7 de noviembre de 1978 por Eleanor Francis Helin y Schelte John Bus desde el observatorio del Monte Palomar, Estados Unidos.

## Designación y nombre
Dawe fue designado al principio como 1978 VP8.
Posteriormente, en 1990, se nombró en honor del astrónomo británico John A. Dawe.

## Características orbitales
Dawe está situado a una distancia media del Sol de 3,223 ua, pudiendo alejarse hasta 3,612 ua y acercarse hasta 2,835 ua. Tiene una excentricidad de 0,1205 y una inclinación orbital de 2,211 grados. Emplea 2113 días en completar una órbita alrededor del Sol.

## Características físicas
La magnitud absoluta de Dawe es 12,7.